# Leonor da Normandia
Leonor da Normandia (em francês:  Éléonore de Normandie; 1011/13 — após 1071) foi condessa consorte de Flandres como esposa de Balduíno IV da Flandres. Ela era a filha do duque Ricardo II da Normandia e de Judite da Bretanha.

## Nome
Apesar de comumente ser nomeada Leonor, não é confirmado que seu nome seja esse, pois o nome aparece apenas em fontes secundárias e não primárias.
Oficialmente, a primeira mulher a ser conhecida por esse nome, foi Leonor da Aquitânia, consorte do rei Henrique II de Inglaterra, um bisneto do sobrinho de Leonor da Normandia, o rei Guilherme, o Conquistador.

## Família
Seus avós paternos eram Ricardo I da Normandia e sua segunda esposa, Gunora de Crépon. Seus avós maternos eram Conan I de Rennes, duque da Bretanha e conde de Rennes e Ermengarda de Anjou.
Judite teve cinco irmãos por parte de mãe e pai, e dois meio-irmãos, por parte de pai. Entre eles estavam o sucessor do pai no ducado, Ricardo III da Normandia e Roberto I da Normandia, sucessor do irmão Ricardo. Roberto era o pai do primeiro rei normando de Inglaterra, Guilherme, o Conquistador, fruto da sua relação com a amante, Arlete de Falaise.

## Casamento

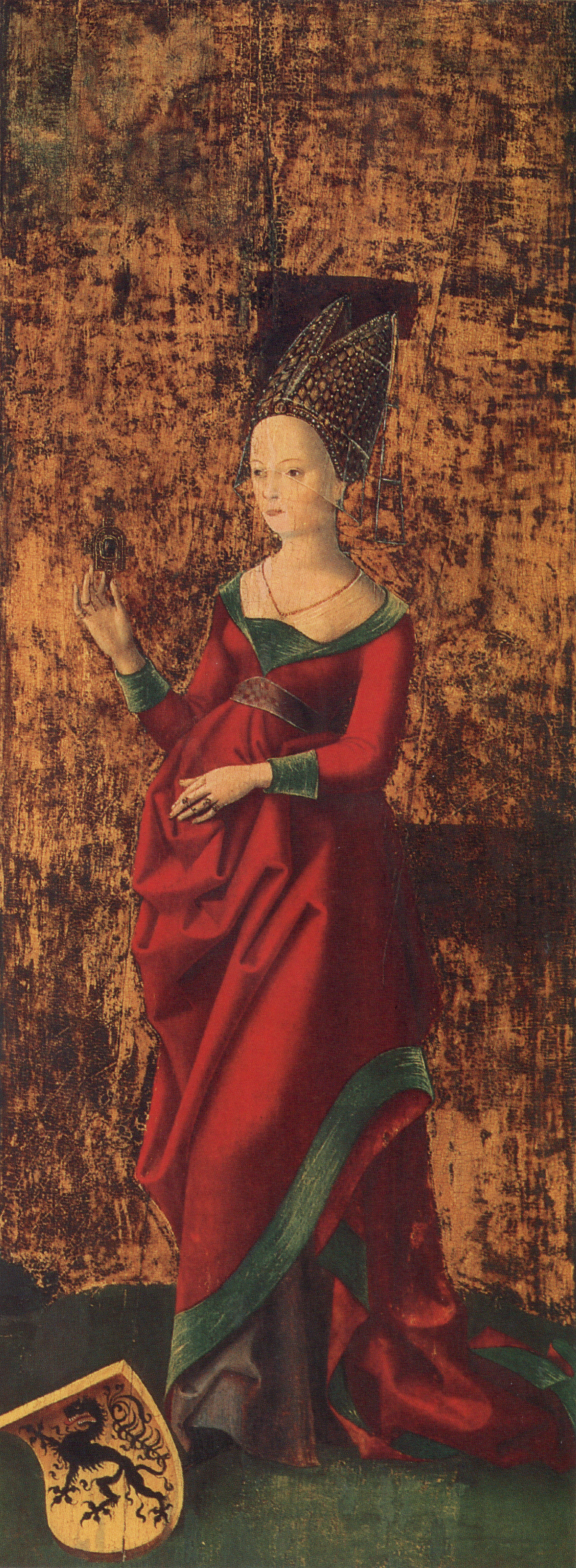
Representação não contemporânea da filha Judite

Em 1030, se casou com o conde Balduíno IV da Flandres, como sua segunda esposa. Ele era filho de Arnulfo II da Flandres e de Rosália de Ivrea, que após a morte do primeiro marido, se tornou rainha consorte de França como a primeira esposa de Roberto II.
De seu primeiro casamento com Ogiva de Luxemburgo, Balduíno foi pai do herdeiro Balduíno V.
O casal apenas teve uma filha:
- Judite de Flandres (1033 - 5 de março de 1094), condessa da Nortúmbria ao se casar com Tostigo, irmão do rei Haroldo II de Inglaterra. Após ficar viúva, tornou-se  esposa de Guelfo I da Baviera  e passou a ser duquesa da Baviera. Com ele teve três filhos: Guelfo II de Baviera, sucessor do pai, Henrique IX da Baviera, sucessor do irmão, e Cuniza, esposa de Frederico III Rocão, conde de Diesen.

A condessa morreu em 1071, muitos anos após a morte do marido, em 30 de maio de 1035.